# Rackets

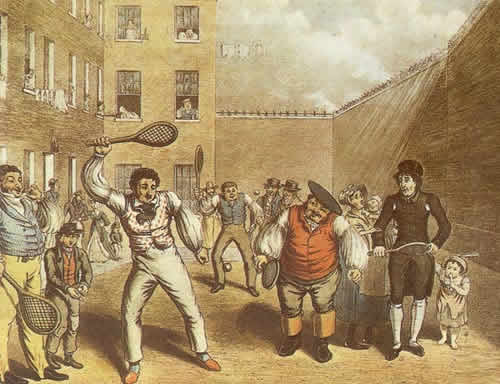
Toff grający w grę w więzieniu

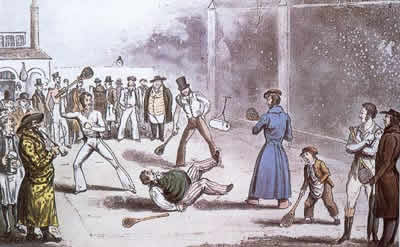
Gracze rackets w więzieniu gdzie narodziła się gra

Rackets – gra angielska powstała w XVIII wieku, zbliżona w swych zasadach do tenisa. Boisko do rackets ma wymiary 18,29×9,145 m i jest otoczone z trzech stron betonowymi ścianami o wysokości 9,145 m, natomiast tylna ściana ma wysokość 4,57 m. W grze bierze udział dwóch zawodników, lub w grze podwójnej, dwie pary. Zawodnicy grają piłką pokrytą skórą o średnicy 2,54 cm, którą należy tak uderzyć specjalną rakietą, by po odbiciu się od ściany czołowej (między dwiema linami na wysokości 0,685 m i 3,05 m od ziemi) upadła ona na boisko. Tylko raz na igrzyskach olimpijskich w 1908 roku rozegrano zawody w rackets. W grze pojedynczej najlepszy był Brytyjczyk Evan Noel, w grze podwójnej również najlepsi byli reprezentanci Wielkiej Brytanii – Vane Pennel i John Astor.

## Mistrzostwa świata
Pierwsze mistrzostwa świata zostały zorganizowane w 1820 roku, mistrzem został Robert Mackay (Wielka Brytania).
- 1887–1902 – Peter Latham (Wielka Brytania)
- 1903–1911 – J. Jamsetji (Indie)
- 1911–1913 – Charles Williams (Wielka Brytania)
- 1913–1929 – Jock Soutar (USA)
- 1929–1935 – Charles Williams (Wielka Brytania)
- 1937–1947 – Donald Milford (Wielka Brytania)
- 1947–1954 – James Dear (Wielka Brytania)
- 1954–1972 – Geoffrey Atkins (Wielka Brytania)
- 1972–1973 – William Surtees (USA)
- 1973–1974 – Howard Angus (Wielka Brytania)
- 1975–1981 – William Surtees (USA)
- 1981–1984 – John Prenn (Wielka Brytania)
- 1984–1986 – William Boone (Wielka Brytania)
- 1986–1988 – John Prenn (Wielka Brytania)
- 1988–1999 – James Male (Wielka Brytania)
- 1999–2001 – Neil Smith (USA)
- 2001–2005 – James Male (Wielka Brytania)
- 2005–2008 – Harry Foster (Wielka Brytania)
- 2008–2019 – James Stout (Bermudy)
- od 2019 – Tom Billings (Wielka Brytania)